# Tomáš Töpfer
Tomáš Töpfer (* 10. ledna 1951 Praha) je český herec, režisér, scenárista, vysokoškolský divadelní pedagog, divadelní ředitel a politik. V letech 2006 až 2012 byl senátorem za obvod č. 20 – Praha 4, od roku 2022 je senátorem za obvod č. 55 – Brno-město.

## Život
Narodil se v pražské židovské rodině. Po studiu herectví na brněnské konzervatoři přešel na pražskou DAMU, kterou absolvoval v roce 1972. Jako herec začínal hrát v Divadle Petra Bezruče v Ostravě (1972–1973), režíroval v Severomoravském divadle v Šumperku, následně byl dva roky (1973–1975) ve svobodném povolání (mj. hostoval v pražském Realistickém divadle a v Činoherním klubu). V letech 1975–1978 působil v ostravském Státním divadle, poté nastoupil do angažmá v Činoherním studiu v Ústí nad Labem (1978–1983). Odtud přešel do Divadla E. F. Buriana (1983–1987) a od roku 1987 do Divadla na Vinohradech, kde byl členem souboru až do roku 1998.
V letech 1990–1995 hrál a režíroval v prostorách Nejvyššího purkrabství a založil tradici Shakespearovských letních slavností na Pražském hradě (Sen noci Svatojánské, Romeo a Julie, Zkrocení zlé ženy, Dvanáctá noc).
V roce 1995 společně s Eliškou Balzerovou založil Nadaci Fidlovačka, která se zasloužila o obnovu zchátralého Hudebního divadla v Nuslích – Divadla Na Fidlovačce, v němž po otevření (1998) působil nejen jako jeho ředitel, ale i jako herec a režisér. V květnu 2012 odešel do Divadla na Vinohradech (od 1. září 2012 zde působí jako ředitel, herec a režisér) a ředitelkou Divadla Na Fidlovačce se stala Eliška Balzerová. Patří k úspěšným filmovým, televizním, rozhlasovým a dabingovým hercům. 

## Pedagogická a scenáristická práce
Působí také jako pedagog na pražské DAMU. V roce 2015 získal v habilitačním řízení titul docent.[zdroj?]
Je autorem divadelní hry Horoskop pro Rudolfa II. a autorem námětu a spoluautorem scénáře dvoudílného televizního filmu Poslední cyklista, který natočila Česká televize v roce 2013 v režii Jiřího Svobody.

## Divadelní režie

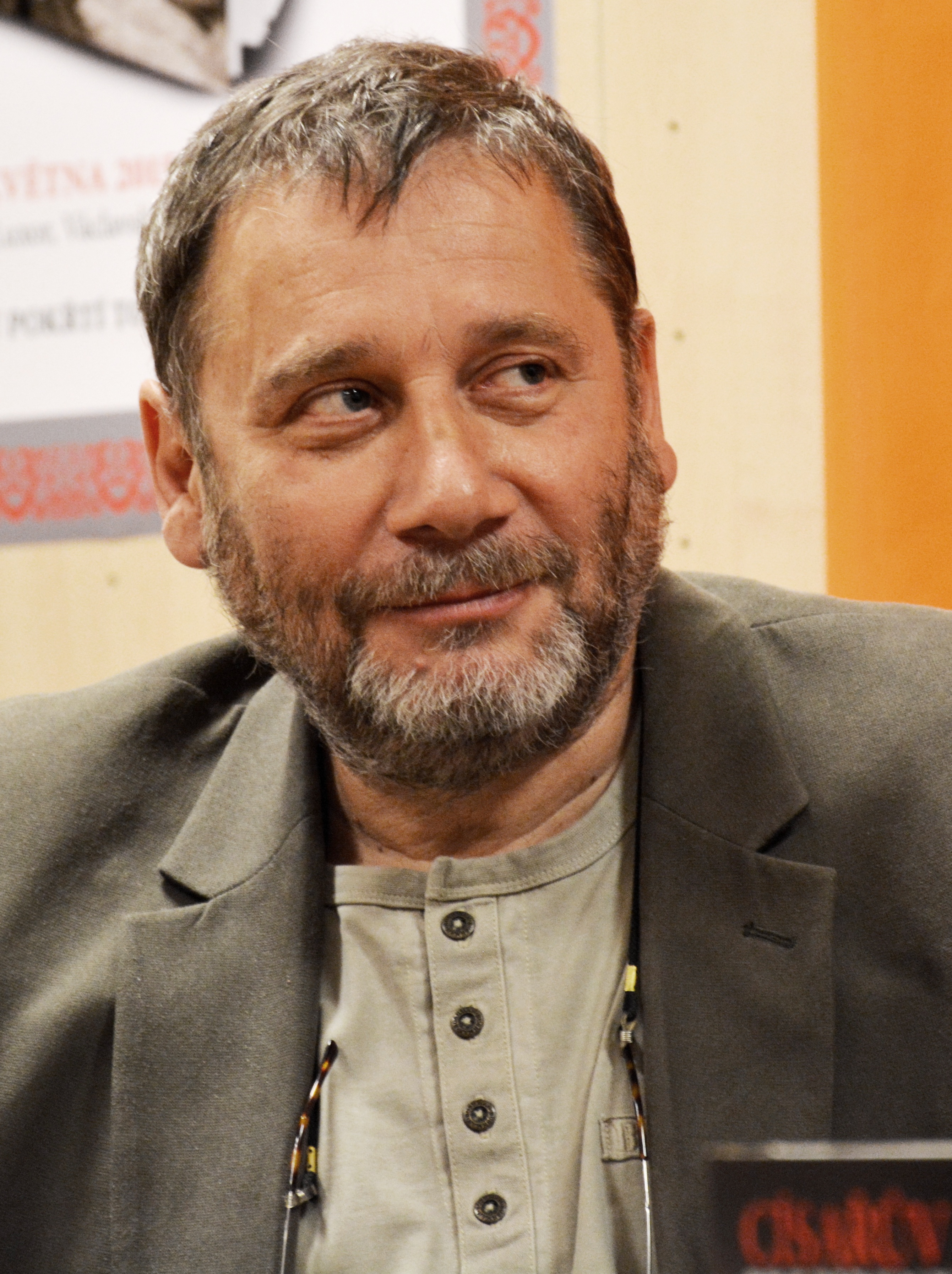
Tomáš Töpfer v roce 2015

Působí také jako divadelní režisér (přes 30 realizací). Nejvýznamnější režie: Romeo a Julie (1994, Nejvyšší purkrabství Pražského hradu, letní Shakespearovské slavnosti), Muž z La Manchy (1996, Divadlo na Vinohradech), Fidlovačka aneb Žádný hněv a žádná rvačka (1998, Divadlo Na Fidlovačce), Lucerna (2008, Divadlo na Fidlovačce), Proutník pod pantoflem, (2011, Divadlo Na Fidlovačce), Hašler... (2013, Divadlo na Vinohradech), Soudce v nesnázích (2014, Divadlo na Vinohradech), Loupežník (2015, Divadlo na Vinohradech), Téměř tři sestry (2016, Disk).

## Politická angažovanost
Od roku 2006 do roku 2012 byl senátorem bez politické příslušnosti za ODS v obvodu č. 20 – Praha 4, znovu již tento post ve volbách do Senátu PČR v roce 2012 neobhájil, protože byl v druhém kole poražen Evou Sykovou za ČSSD.
Ve volbách do Senátu PČR v roce 2022 kandidoval jako nestraník za ODS v rámci koalice SPOLU (tj. ODS, KDU-ČSL a TOP 09) v obvodu č. 55 – Brno-město. V prvním kole vyhrál s podílem hlasů 30,23 %, a postoupil tak do druhého kola, v němž se utkal s kandidátem hnutí ANO Bořkem Semrádem. Ve druhém kole zvítězil poměrem hlasů 52,79 % : 47,20 % (v absolutním počtu 12 633 hlasů), a byl tak zvolen senátorem.
V Senátu je členem Senátorského klubu ODS a TOP 09, Výboru pro zahraniční věci, obranu a bezpečnost a místopředsedou Stálé komise Senátu pro sdělovací prostředky.

## Osobní život
Jeho dcera z prvního manželství Marta Töpferová je zpěvačkou a kytaristkou. Má bratra Pavla, se kterým společně vlastní a provozuje restauraci U Kalicha v Praze 2.

## Ocenění
- 1995 držitel Ceny Alfréda Radoka za nejlepší mužský herecký výkon ve hře Jacobowski a plukovník (Divadlo na Vinohradech).
- 2006 držitel Ceny Thálie za roli Tovjeho v Šumaři na střeše (Divadlo Na Fidlovačce).
- V roce 1999 převzal společně s Eliškou Balzerovou z rukou předsedy kolegia Radovana Lukavského zvláštní Cenu Thálie za znovuobnovení Divadla Na Fidlovačce.
- V roce 2010 získal první místo v anketě rozhlasových posluchačů Neviditelný herec za titulní roli v seriálu Jana Vedrala Xaver.
- V roce 2011 byl nominován na Cenu Thálie za roli profesora Higginse v muzikálu My Fair Lady v Divadle Na Fidlovačce.

## Filmografie, výběr

### Televizní seriály
- 1974 Haldy
- 1975 Kamenný řád
- 1977 Nemocnice na kraji města
- 1982 Dobrá voda
- 1986 Malý pitaval z velkého města – 15. díl
- 1989 Dobrodružství kriminalistiky
- 1995 Život na zámku – hlavní role – MUDr. Král
- 1998–2006 Četnické humoresky – hlavní role – velitel četníků Karel Arazím
- 2003 Černí baroni – posádkový lékař, kpt. MUDr. Reich
- 2003 Nemocnice na kraji města po dvaceti letech
- 2008 Nemocnice na kraji města – nové osudy
- 2009 Vyprávěj
- 2013 První republika
- 2014 Poslední cyklista (minisérie)
- 2015 Zádušní oběť
- 2018 Rašín
- 2022 Zlatá labuť – Arne Pulkráb (zlatník)

### Film
- 1975 Dva muži hlásí příchod
- 1984 Druhý tah pěšcem
- 1987 Jak básníkům chutná život – MUDr. Milan Sahulák
- 1990 Ta naše písnička česká II.
- 1993 Konec básníků v Čechách
- 1994 Ještě větší blbec než jsme doufali
- 1996 Passage
- 2004 Jak básníci neztrácejí naději
- 2006 Jak se krotí krokodýli
- 2007 Smutek paní Schneiderové
- 2012 Ztracená brána – rabín
- 2012 Šťastný smolař
- 2014 Osmy
- 2015 Jak básníci čekají na zázrak
- 2023 Muž, který stál v cestě – František Kriegel[8]

### Rozhlas
- Jiří Robert Pick: Anekdoty Franci Roubíčka, tragikomedie o muži, který nedokázal neříct anekdotu. Hudba Vladimír Truc. Dramaturg Dušan Všelicha. Režie Josef Červinka. Účinkují: Tomáš Töpfer, Růžena Merunková, Barbora Kodetová, Marie Marešová, Miloš Hlavica, Jiří Lábus, Zdeněk Ornest, Josef Velda, Oldřich Vízner, Martin Velda, Simona Stašová a Jaroslava Kretschmerová. Natočeno v roce 1990.[9]